# Frank Giustra
 (novembre 2020).
Améliorez-le ou discutez des points à vérifier. 
 (novembre 2020).
Si vous disposez d'ouvrages ou d'articles de référence ou si vous connaissez des sites web de qualité traitant du thème abordé ici, merci de compléter l'article en donnant les références utiles à sa vérifiabilité et en les liant à la section « Notes et références ».
Frank Giustra (né en août 1957) est un homme d'affaires canadien, actif dans l'industrie minière et dans la production de films cinématographiques.

## Biographie
Franck Giustra est né en août 1957 à Sudbury (Ontario) au Canada. Ses parents sont Giuseppe et Domenica Giustra, son père Giuseppe travaille pour une mine de Nickel de Sudbury. Il passe son enfance entre l'Italie et l'Argentine, puis il revient au Canada pour ses années collège à Aldergrove en Colombie britannique, et y obtient son baccalauréat en 1976. Il sort diplômé en 1979 du Douglas College où il étudie le business et la finance.
En 1978, il commence sa carrière comme tradeur assistant à Merrill Lynch. Au début des années 1980, il crée un groupe financier en Europe pour la société Yorkton Securities, qu'il transforme en un acteur important de la finance minière internationale. En 1990, il devient président de la compagnie, puis PDG en 1995. De 2001 à 2007, Giustra est administrateur de la banque d'affaires Endeavour Financial qui finance des projets miniers. Giustra est maintenant directeur général du groupe Fiore.
En 2000, Giustra se marie à Alison Lawton, une productrice de film sur les crises humanitaires. Giustra et Lawton ont deux enfants, puis divorce en 2007. Ils vivent à West Vancouver.
C'est un proche de l'ancien président Bill Clinton. En 2005, à la suite d'une visite avec Bill Clinton auprès du président du Kazakhstan Nursultan Nazarbaïev, sa société canadienne UrAsia obtient une participation dans trois mines d’uranium kazakh : Akdala, South Inkai et Kharasan Nord. Par la suite, il fait un don de 31 millions de dollars à la Fondation Clinton.
Alors qu'Hillary Clinton est en pleine campagne présidentielle, Frank Giusta est cité dans l'affaire des Panama Papers en avril 2016.